# Station Himeji-Bessho
Himeji-Bessho (ひめじ別所駅, Himeji-Bessho-eki) is een spoorwegstation in de Japanse stad Himeji, in de prefectuur Hyōgo. Het wordt aangedaan door de JR Kobe-lijn. Het station heeft twee sporen en wordt bediend vanuit station Himeji.

## Treindienst

### JR West
| 1 | ■ JR Kobe-lijn | richting Sannomiya, Amagasaki en Osaka      |
| 2 | ■ JR Kobe-lijn | richting Himeji en Aioi (via de Sanyo-lijn) |

## Geschiedenis
Het station werd in 2005 geopend, nadat er in 1994 al een goederenoverslagplaats was geopend.

## Overig openbaar vervoer
Bus 22 (van het busvervoerbedrijf van Himeji)

## Stationsomgeving
- Ishikawa-ziekenhuis
- Goederenoverslagplaats Himeji
- ÆonTown Himeji Bessho Shopping Centre
- McDonald's
- Autoweg 2

(Tōkaidō-lijn<<) · Ōsaka · Tsukamoto · Amagasaki · Tachibana · Koshienguchi · Nishinomiya · Sakura-Shukugawa · Ashiya · Konan-Yamate · Settsu-Motoyama · Sumiyoshi · Rokkomichi · Nada · Sannomiya · Motomachi · Kōbe · Hyōgo · Shin-Nagata · Takatori · Suma-Kaihinkōen · Suma · Shioya · Tarumi · Maiko · Asagiri · Akashi · Nishi-Akashi · Okubo · Uozumi · Tsuchiyama · Higashi-Kakogawa · Kakogawa · Hoden · Sone · Himeji-Bessho · Gochaku · Himeji · (>>Sanyō-lijn) 

Wadamisaki-lijn: Hyōgo · Wadamisaki